# Porto da Urzelina
O Porto da Urzelina é uma zona portuária portuguesa localizada na freguesia da Urzelina, concelho de Velas, costa Sul da ilha de São Jorge.

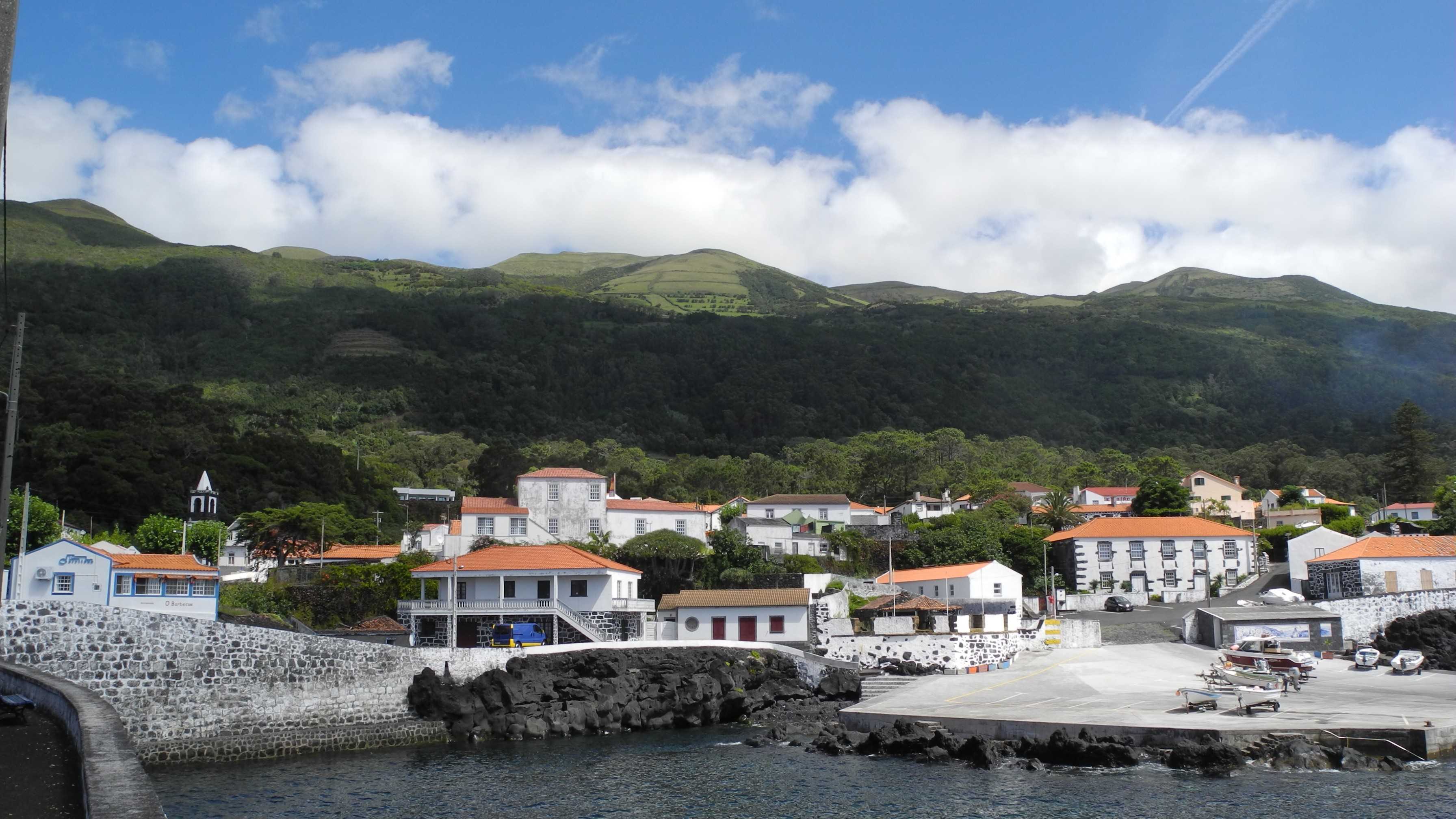
Porto da Urzelina

Caracteriza-se por ser um porto de pequena dimensão mas que desempenhou um papel de extrema importância na exportação da laranja produzida na ilha de São Jorge durante aquele que ficou registado na história como o Ciclo da laranja e por ser também um dos portos mais antigos dos Açores, já existia em 1647.
Por este porto foram carregados muitos navios, com destino à Europa continental e em especial com destino à Inglaterra, com o fruto que impulsionou a economia açoriana entre o século XVI e a primeira metade do século XVIII.
Também por aqui saiam grandes quantidades daqueles que foram considerados os melhores dos vinhos da ilha de São Jorge, os conhecidos vinhos Verdelho e Terrenatez, até que grande parte dos campos de vinha foram destruídos pela erupção Vulcânica de 1808.
Actualmente e sem ter a importância que teve antigamente que lhe foi retirada principalmente pela construção do Porto de Velas, estas instalações portuárias transformaram-se em zona balnear e de mergulho de observação ao longo da costa, além da utilização para a pesca que lhe é dada pelos pecadores locais.